# Peggy Flemingová
Peggy Gale Flemingová (* 27. července 1948 San Jose) je bývalá americká krasobruslařka. Patřila ke generaci, před niž byl postaven úkol nahradit reprezentanty USA, kteří zahynuli v roce 1961 při havárii letu Sabena 548, včetně jejího trenéra Williama Kippa.
V letech 1964 až 1968 se stala pětkrát po sobě mistryní USA v ženské kategorii, na olympiádě 1964 skončila šestá a v roce 1968 zvítězila před Gaby Seyfertovou a Hanou Maškovou: byla to jediná zlatá medaile pro USA na těchto hrách a agentura Associated Press ji vyhlásila sportovkyní roku. Na mistrovství světa v krasobruslení získala zlatou medaili v letech 1966, 1967 a 1968 a bronzovou v roce 1965. V roce 1967 také vyhrála mistrovství Severní Ameriky.
Po olympiádě v Grenoblu ukončila amatérskou kariéru, vystupovala v ledové show Ice Capades a od roku 1981 komentovala krasobruslařské přenosy pro televizní stanici American Broadcasting Company, ve filmu Ledově ostří hrála drobnou roli krasobruslařské rozhodčí. S manželem také vlastnila vinici v Kalifornii; poté, co se vyléčila z rakoviny prsu, zapojila se do propagace preventivních vyšetření a získala v roce 2003 cenu Nadace Vince Lombardiho.